# Rebolledo de la Torre
Rebolledo de la Torre è un comune spagnolo di 112 abitanti situato nella comunità autonoma di Castiglia e León.

## Località
Il comune comprende le seguenti località:
- Albacastro
- Castrecías
- La Rebolleda
- Rebolledo (capoluogo)
- Valtierra de Albacastro
- Villela